# Cabinet

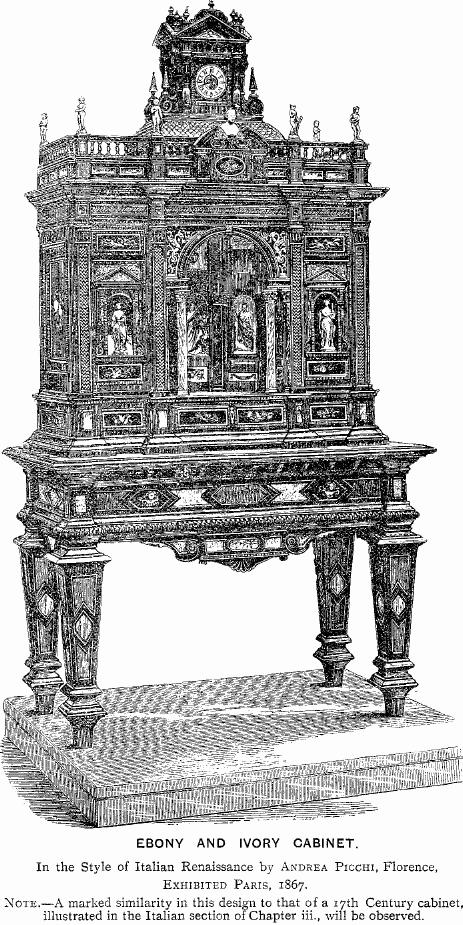
Cabinet en banús i marfil per Andrea Picchi, Florència

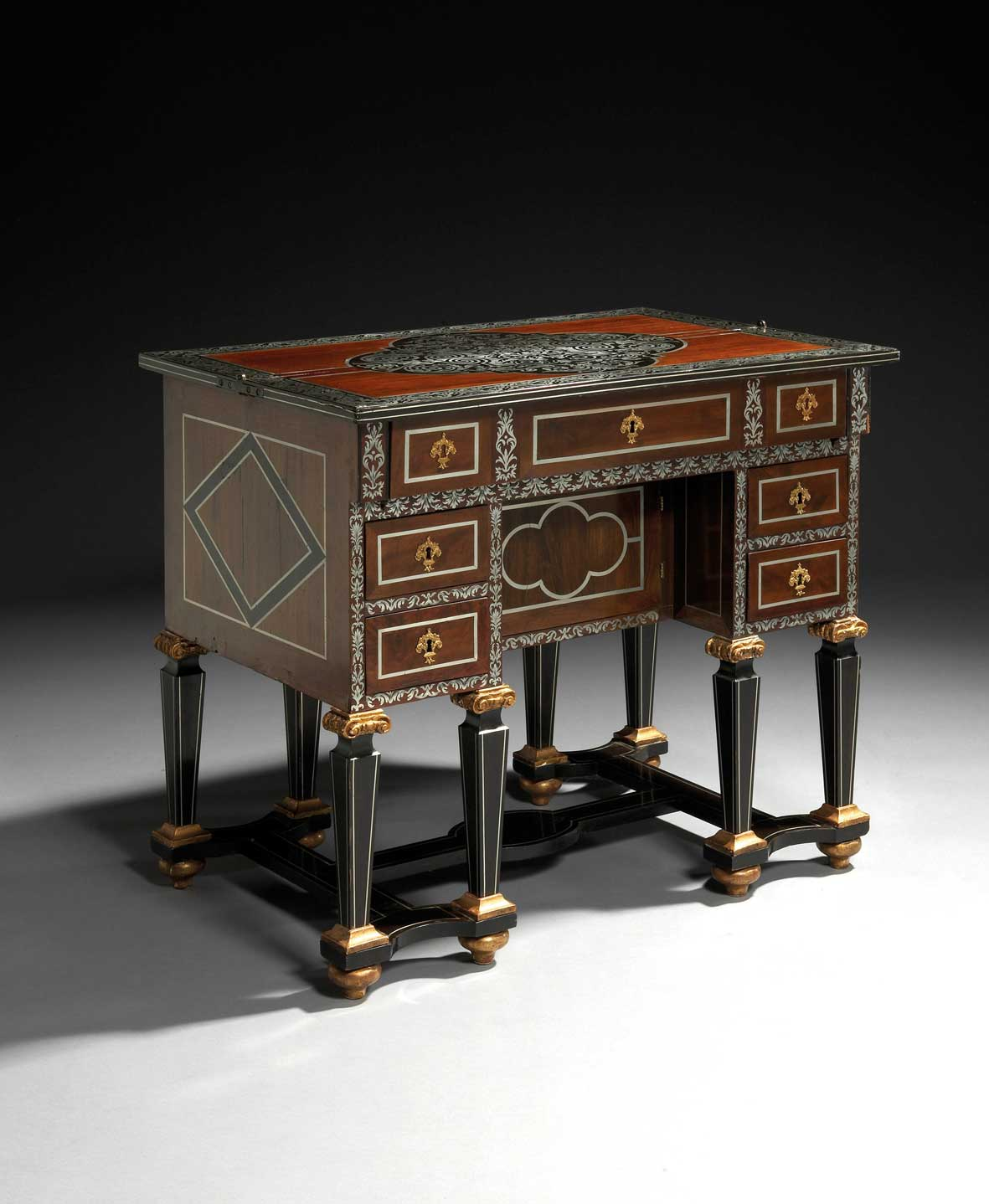
Cabinet de l'època de Lluís XIV.

Un cabinet és un armari de col·leccionista inspirat en models arquitectònics, que té calaixos i portes a la part davantera. Van aparèixer durant el Renaixement, juntament amb altres tipus de taula o tocador. Alguns tenen plaques de banús i són fruit d'un treball propi de l'ebanisteria.

## Estils

### Louis-Philippe
L'estil Louis-Philippe és un escriptori, amb un altiplà rectangular, sobre el posterior, un encofrat estret (20 a 30 cm), proveït de calaixos i de prestatge per a situar els llibres i documents diversos. Conté calaixos i peus drets girats formant balustrades.

### Napoleó III
L'estil Napoleó III marca una continuïtat de l'estil Imperi cap al gabinet a escriure i els calaixos esdevenen més nombrosos.

## Exemplars característics
- cabinets de banús parisencs del castell d'Ambleville.[3]
- el cabinet del cardinal Farnèse (segle xvi) té a quatre estàtues a la base i un tabernacle a la part superior.[4]
- el cabinet venecià conté ivori i nacre pintats
- el cabinet Mazarin
- el cabinet florentí marroquí (1620-1630)
- el cabinet del duc de Beaufort descendent dels tallers del gran duc de toscana (1726), presentat al Liechtenstein Museum[5] i venut 19 milions de llibres esterlins (rècord mundial per a una peça de mobiliari l'any 2004)[6]
- el cabinet florentí de la cambra de Senyora de Staël al castell de Coppet, a Suïssa[7]
- el cabinet plaqué d'ivori i de boscos exòtics, decorat amb pedres dures, al Museu del Louvre,
- el cabinet plaqué d'ivori i de boscos exòtics, decorat amb pedres dures, al Palau de Rosenborg a Dinamarca
- el cabinet florentí incrustat de nacre i d'ivori, amb quaranta-nou calaixos, del Castell d'Ussé